# Sevilla (tartomány)
Sevilla tartomány egy tartomány Spanyolországban, Andalúzia autonóm közösségben.